# 爱沙尼亚历史 (1920-1939)
爱沙尼亚1920年到1939年的历史是自爱沙尼亚独立战争到第二次世界大战，即战间期这期间的历史。这段时期涵盖了从爱沙尼亚最初的议会民主时期到大萧条时期以及随之而来的威权统治三个时期。

## 议会民主时期
爱沙尼亚在爱沙尼亚独立战争战胜波罗的海防卫军和布尔什维克后，于1920年2月2日签署的《塔尔图和约》最终确保了爱沙尼亚的独立。
1920年4月15日，爱沙尼亚首部宪法由制宪议会通过，宪法确立了议会民主制，立法权由100个议席的议会或里吉科古掌握。行政权由总理领导的政府掌控，并且都对议会负责。
1920年7月7日爱沙尼亚共和国被芬兰、1920年12月31日被波兰、1921年1月12日被波兰、1921年1月26日被西方盟国和1921年9月22日被印度于法律上承认其独立。1921年，爱沙尼亚成为国际联盟正式成员，并与包括苏联在内的许多国家建立了经济关系。期间，爱沙尼亚通过土地改革结束了波罗的海德意志人与贵族占有大多土地之情况，爱沙尼亚经济支柱为出口农产品。
1928年发行新货币名为爱沙尼亚克朗。1920年代的爱沙尼亚政治由不稳定的联合政府主导，期间，政府的平均任期为11个月。缘由是在议会中拥有大量议席的政党，往往在具体议题上分歧。 1920年代也见证了爱沙尼亚民族文化的发展，其中爱沙尼亚语言、历史、教育的进展显著，少数民族获得了文化自治。
1920年初期共产主义威胁了爱沙尼亚的独立与政治稳定，但在1924年12月爱沙尼亚政变失败后其威胁逐渐消退。随后成立的志愿爱沙尼亚国防联盟。然而，建立由波罗的海国家、芬兰和波兰组成的波罗的海联盟的尝试从未能实现。

## 大萧条时期
爱沙尼亚的出口导向型经济受到大萧条的严重影响，工业产量和农业产量等分别下降了20%至45%。结果政府收入下降，失业率上升，生活水平下降。这导致了政治动荡和议会的进一步分裂，政府在1933年之前的两年内更迭了六次；要求修改宪法、减少议会权力和扩大总统权力的呼声受到了广泛的欢迎。瓦普运动越来越受欢迎，其影响力越来越大，该运动起草的新宪法于1933年10月通过全民公决获得通过。

## 威权统治时期
1934年，随着克朗贬值和贸易条件改善，大萧条造成的后果有所缓解；1933年第二部宪法的通过和新总统的选举缓和了政治紧张局势。随着瓦普运动取得选举胜利，约翰·拉伊多内和康斯坦丁·佩茨于1934年3月12日发动了军事政变，并逮捕了许多瓦普运动的成员。政变后其宣布进入为期六个月的紧急状态，并推迟选举，政治会议等被禁止。
战间期的爱沙尼亚奉行中立政策，但苏德互不侵犯条约最终决定了爱沙尼亚的命运；德国入侵波兰后发生了Orzeł事件，波兰潜艇ORP Orzeł'跑到塔林寻求避难，爱沙尼亚没有意愿和能力解除船员的武装并将他们关押起来，导致苏联指责爱沙尼亚帮助他们逃跑并声称爱沙尼亚没有保持中立；1939年9月24日，苏联向爱沙尼亚发最后通牒，要求允许其在国内建立军事基地而爱沙尼亚政府遵守了这一最后通牒。

## 被苏联吞并
1939年，苏联对爱沙尼亚强行签订了互助条约，并建立了苏联在爱沙尼亚的军事基地，最终于1940年被苏联吞并。